# Josquin des Prés
Josquin des Prés (Tournai, ca. 1450 — Condé, 27 de agosto de 1521) o Josquin Després —latinizado: Josquinus Pratensis— fue un compositor franco-flamenco del Renacimiento, considerado el más famoso compositor renacentista europeo entre Dufay, Palestrina y Victoria.
Es comúnmente considerado como la figura central de la escuela franco-flamenca. Josquin es ampliamente considerado por la erudición musical como el primer maestro del estilo de música vocal polifónica del alto Renacimiento, que empezaba a surgir en su época.

Durante el siglo XVI, Josquin adquirió paulatinamente fama como el mayor compositor de la época, cuya técnica y expresión magistrales fueron universalmente imitadas y admiradas. Plumas tan dispares como Baldassare Castiglione y Martín Lutero escribieron sobre su reputación y fama, teóricos como Heinrich Glarean y Gioseffo Zarlino consideraron su estilo la mejor representación de la perfección. Fue tan admirado que los copistas le atribuyeron multitud de composiciones anónimas, probablemente para aumentar sus ventas. Se le atribuyen al menos 374 obras; ha sido tan solo tras la llegada de la erudición analítica moderna cuando se han puesto en duda algunas de esas erróneas atribuciones, con la base de pruebas manuscritas y rasgos estilísticos.

Sin embargo, a pesar de la enorme fama de Josquin, que duró hasta el comienzo de la época barroca y se revitalizó en el siglo XX, su biografía es oscura y no sabemos casi nada de su personalidad. No se conservan las partituras originales; el único vestigio atribuido a su propia mano es un grafiti con su nombre inciso en un muro de la Capilla Sixtina entre las firmas de otros cantores acumuladas a lo largo de los siglos, y tan solo se conoce una referencia contemporánea a su persona, en una carta del Duque Hércules I de Ferrara. La vida de docenas de compositores menores del Renacimiento están mejor documentadas que la de Josquin.

Josquin escribió tanto música sacra como laica y en todas las formas vocales significativas de la época, incluyendo misas, motetes, chansons y frottole. Durante el siglo XVI fue alabado por su supremo don melódico, así como por su uso de ingeniosos aparatos técnicos. En épocas modernas, los eruditos han intentado averiguar los detalles básicos de su biografía y definir las características clave de su estilo para corregir las falsas atribuciones de su obra, una tarea que se ha demostrado difícil. Josquin era amigo de solucionar problemas de composición de formas diferentes en sucesivas composiciones, como hizo Stravinsky más de 400 años después. En ocasiones escribía con un estilo austero desprovisto de ornamentos, y en otras escribía música que requería un considerable virtuosismo. Heinrich Glarean escribió en 1547 que Josquin no solo era un “magnífico virtuoso”, sino también capaz de ser un burlón, usando la sátira de un modo efectivo. Mientras que la prioridad de los eruditos en los últimos años ha sido eliminar música del “canon Josquin” (incluyendo algunas de su más famosas obras) y reasignarla a sus contemporáneos, la música restante representa parte de lo más famoso y perdurable del Renacimiento.

## Vida
Se conoce poco de sus primeros años de vida. La mayoría se infiere de numerosas claves surgidas de sus trabajos, los escritos de compositores contemporáneos, teóricos y escritores de las siguientes generaciones. Josquin nació en la región gobernada por el duque de Borgoña, posiblemente en la ciudad de Hainaut (actualmente en Bélgica) o del otro lado de la frontera actual, en Francia, por lo que varias veces en su vida fue calificado legalmente como "francés".

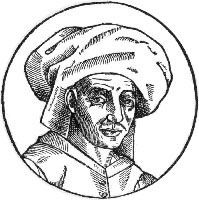
Xilografía del retrato de Des Prés procedente del Opvs chronographicvm orbis vniversi a mvndi exordio vsqve ad annvm M.DC.XI. de Petrus Opmeer, publicado en Amberes (1611).

Josquin des Prés fue por mucho tiempo confundido con otra persona de nombre similar, Josquin de Kessalia, nacido alrededor de 1440, que cantó en Milán entre 1459 y 1474, y falleció en 1498. 
Estudios más recientes han mostrado que Josquin des Prés nació alrededor de 1450, o unos pocos años después, y no fue a Italia hasta inicios de 1480.
De acuerdo con el artículo "Josquin des Prés", por Lora Matthews y Paul Merkley, en The Journal of Musicology, verano de 1998, "Des Pres" fue un sobrenombre, y el apellido de Josquin era "Lebloitte".
Según los registros del siglo XVII, fue miembro del coro de la iglesia de Saint-Quentin (Francia) a temprana edad, probablemente alrededor de 1460, y estudió contrapunto con Johannes Ockeghem, a quien admiró a lo largo de toda su vida. 
Al morir Ockeghem en 1497, des Prés escribió el emocionante motete "La Déploration sur la mort Ockehhem", basado en un poema de Guillaume Cretin.
Todos los registros de Saint-Quentin fueron destruidos en 1669. De todas maneras, se sabe que la catedral fue un centro de composición musical para toda la región y adicionalmente fue un importante centro de patrocinio real. Jean Mouton y Loyset Compére fueron enterrados allí, y es ciertamente posible que el joven Josquin adquiriera sus posteriores conexiones con la Capilla Real francesa a través de las experiencias en Saint-Quentin. 
En 1477, el primer registro definido de su actividad muestra que fue cantante en la capilla de René, duque de Anjou, en Aix-en-Provence: parece haber sido transferido a París en 1481, junto con el resto de la Capilla, aunque no hay evidencia específica de esto. Desde 1489 hasta 1494, Josquin fue miembro del coro papal durante el papado de Inocencio VIII. A fines de 1494 estaba en Francia, probablemente al servicio de Luis XII, donde parecer ser que permaneció allí hasta 1503, cuando el duque Ercole de Ferrara (Italia) lo llamó para su capilla.
En Ferrara Josquin escribió la exquisita misa "Hercules Dux Ferrariae", que está compuesta sobre un cantus firmus derivado de las letras musicales en el nombre del duque. También compuso allí una colección del Miserere, Salmo 51, para cinco voces, ampliamente conocida como una de sus obras maestras.
Josquin solo estuvo en Ferrara durante un año, y partió en 1504 posiblemente huyendo de la peste negra (el duque, su familia y dos tercios de la población de Ferrara murieron por causa de la peste). Su puesto en Ferrara fue cubierto por Jacob Obrecht en 1505, quien murió por la peste ese mismo año, y por Antoine Brumel en 1506, que permaneció hasta la disolución de la capilla en 1510.
Josquín fue directamente de Ferrara a su región natal de Condé-sur-l'Escaut, sudeste de Lille, actualmente frontera entre Francia y Bélgica, donde se le nombró preboste de la catedral. Durante ese período tuvo inmensa fama, e incluso fue reconocido por la corte holandesa, y sus obras interpretadas allí a menudo. Permaneció en Condé-sur-l'Escaut hasta su muerte en 1521.

## Obras e influencia
Josquin dominó el mundo musical de su tiempo, no tanto por su conocimiento, ciencia y originalidad, sino también por su habilidad singular para reunir las corrientes de la práctica musical de la época.
Poseía una vívida concepción del significado y las posibilidades dramáticas de los textos sagrados, así como destreza polifónica y conocimiento melódico. Durante su vida adquirió inmensa popularidad y fama, y estuvo muy solicitado. El Duque Ercole d'Este envió una carta a su secretario con el interesante comentario; "Puede ser verdad que Josquin sea mejor compositor, pero Isaac es más capaz para tratar con sus colegas". Su fama permaneció después de su muerte. Zarlino, teórico musical en la década de 1580, todavía usaba ejemplos de Josquin des Prés en sus tratados de composición. Su fama solo fue eclipsada después del comienzo de la era Barroca, con la declinación del estilo polifónico.
La fama de Josquin des Prés fue ensombrecida por Palestrina y su escuela hasta el siglo XX, pero su reputación ha crecido permanentemente en los últimos cien años, y la música de Josquin es a menudo interpretada y cantada en la actualidad. La posible razón para tal popularidad es que su música contiene, para muchos auditores, una atracción emocional directa, que a menudo falta en la música austera, impersonal, pero técnicamente perfecta de Palestrina.
Las tendencias musicológicas del siglo XIX consideraron a la música antigua como formas primitivas de gran imperfección, y por lo tanto veneraron a Palestrina como la cúspide del desarrollo de la polifonía. Los musicólogos contemporáneos tienden a considerar los cambios en estilo no como una medida de perfección, sino como corrientes de adaptación e influencia: en este sentido Josquin es visto como alguien que simultáneamente utilizó la mayoría de las tendencias de su época, innovándolas significativamente, y que también fue capaz de expresar intensa emoción con economía de medios.
Se atribuyen a Josquin treinta y dos misas, diecisiete de las cuales fueron impresas por Ottaviano Petrucci (1466-1539) en Fossombrone y Venecia en 1505. Las Misas impresas por Petrucci son casi con seguridad genuinas, pero al menos algunas de las otras, preservadas en manuscritos en los archivos del coro papal en Roma, y en las bibliotecas de Múnich, Viena, Basilea, Berlín, en la Catedral de Ratisbona y en Cambrai, son probablemente espurias. Entre las Misas más exquisitas de Josquin des Prés se encuentran la "Misa Ave Maris Stella" y la "Misa Pange Lingua" . 
Motetes de su autoría fueron publicados por Petrucci, Pierre Ataingnant(1533), Tielman Susato (1544) y Le Roy & Balliard (1555). Numerosos fragmentos y obras cortas fueron reproducidos en los trabajos históricos de Forkel, Burney, Hawkins, Busvy y en la colección Choron. 
Además de la música sacra, Josquin escribió numerosas "chansons", algunas de las cuales fueron muy populares y circularon por toda Europa; muchas de ellas son cantadas regularmente por grupos vocales a capela hasta hoy.

## Musicografía

### Misas
1. Missa ad fugam;
2. Missa Ave maris stella (Roma, 1486-1495);
3. Missa de beata virgine;
4. Missa N'auray je jamais (= Missa di dadi);
5. Missa D'ung aultre amer (Milán, 1483/85);
6. Missa Faisant regretz;
7. Missa Fortuna desperata; misa parodia
8. Missa Gaudeamus;
9. Missa Hercules Dux Ferrariae (Ferrara, 1503/04);
10. Missa La sol fa re mi;
11. Missa L'ami baudichon;
12. Missa L'homme armé sexti toni;
13. Missa L'homme armé super voces musicales; misa parodia
14. Missa Mater patris; misa parodia
15. Missa Pange lingua (Condé, c. 1514); misa paráfrasis
16. Missa sine nomine;
17. Missa Une Mousse de biscaya;
18. Missa da pacem (atribuida)

### Fragmentos de Misas
1. Credo ciascun me crie (= De rouges nez);
2. Credo de tous biens playne;
3. Credo vilayge (I);
4. Credo vilayge (II);
5. Gloria de beata virgine;
6. Sanctus de passione;
7. Sanctus D'ung aultre amer.

### Motetes
1. Absalon, fili mi (4vv);
2. Absolve, quaesumus, Domine/Requiem aeternam (6vv) (en duda su autoría);
3. Alma redemptoris mater;
4. Alma redemptoris mater / Ave Regina;
5. Ave Maria, gratia plena ... benedicta tu (4vv);
6. Ave Maria, gratia plena ... Virgo serena (Milán, 1484/85);[1]
7. Ave munda spes, Maria (no incluida en la primera edición de obras);
8. Ave nobilissima creatura;
9. Ave verum corpus natum;
10. Benedicta es, caelorum regina;
11. De profundis clamavi (4vv) (composición probablemente del `periodo medio);
12. De profundis clamavi (5vv) (composición tardía);
13. Domine exaudi orationem meam;
14. Domine, ne in fuore tuo (4vv);
15. Domine, non secundum peccata nostra (2-4vv; for Rome);
16. Ecce, tu pulchra es, amica mea;
17. Factum est autem;
18. Gaude virgo, mater Christi;
19. Homo quidam fecit cenam magnam;
20. Honor, decus, imperium;
21. Huc me sydereo descendere jussit Olympo (5vv);
22. Illibata Dei virgo nutrix;
23. In exitu Israel de Aegypto;
24. In illo tempore assumpsit Jesus doudecim disciplus;
25. Iniquos odio habui (4 voces, solo se conserva la parte de tenor);
26. In principio erat Verbum;
27. Inviolata, integra et casta es, Maria;
28. Jubilate Deo omnis terra;
29. La déploration sur la mort d'Ockeghem
30. Liber generationis Jesu Christi;
31. Magnificat quarti toni (atribuida a Josquin por su base estilística);
32. Magnificat terii toni (atribuida a Josquin por su base estilística);
33. Memor esto verbi tui;
34. Miserere mei Deus (Ferrara, 1504/05);
35. Misericordias Domini in aeternum cantabo (Frankreich, 1480/83);
36. Missus est Gabriel angelus ad Mariam Virginem;
37. Mittit ad virginem;
38. Monstra te esse matrem;
39. O admirabile commercium (part of a 5-motet cycle);
40. O bone et dulcissime Jesu;
41. O Domine Jesu Christe (Parte de una Pasión dividida en 5 secciones);
42. O virgo prudentissima;
43. O virgo virginum;
44. Pater noster, qui es in caelis (Condé, 1505-1521);
45. Planxit autem David;
46. Praeter rerum seriem;
47. Qui edunt me adhuc;
48. Qui habitat in adiutorio altissimi;
49. Qui velatus facie fuisti (Parte de una Pasión dividida en 6 secciones);
50. Salve regina (4vv);
51. Salve regina (5vv, 1502);
52. Stabat Mater;
53. Tu lumen, tu splendor;
54. Tu solus qui facus mirabilia;
55. Usquequo Domine oblivisceris me (atribuida por base estilística, solo una parte sobrevive);
56. Ut Phoebi radiis;
57. Veni, sancte spiritus (también atribuida a Forestier);
58. Victimae paschali laudes;
59. Virgo prudentissima;
60. Virgo salutiferi (Ferrara, 1504/05);
61. Vultum tuum deprecabuntur (Ciclo pasional en 7).

### Chansons
1. A la mort / Monstra te esse matrem;
2. A l'heure que je vous;
3. A l'ombre d'ung buissonet, au matinet (3vv);
4. Adieu mes amours;
5. Adieu mes amours (6vv or 7vv);
6. Baisé moy, ma doulce amye (4vv);
7. Belle, pour l'amour de vous;
8. Bergerette savoyenne;
9. Ce povre mendiant / Pauper sum ego;
10. Cela sans plus;
11. Comment peult haver joye;
12. Cueur langoreulx;
13. De tous biens plaine (3vv);
14. De tous biens plaine (4vv);
15. Douleur me bat;
16. Du mien amant;
17. Dulces exuviae;
18. En l'ombre d'ung buissonet tout, au long (3vv);
19. En l'ombre d'ung buissonet tout, au long (4vv);
20. Entré je suis en grant pensée (3vv);
21. Entré je suis en grant pensée (4vv);
22. Fama malum;
23. Faulte d'argent;
24. Fors seulement (solo sobrevive una de seis partes);
25. Fortuna d'un gran tempo;
26. Helas madame;
27. Ile fantazies de Joskin;
28. In te Domine speravi per trovar pietà;
29. Incessament livré suis à martire;
30. Je me complains;
31. Je n'ose plus;
32. Je ris et si ay larme;
33. Je sey bien dire;
34. La belle se siet;
35. La Bernardina;
36. La plus de plus;
37. Le villain [jaloux];
38. Ma bouche rit et mon cueur pleure;
39. Mille regretz;
40. Mon mary m'a diffamée;
41. N'esse pas ung grant desplaisir;
42. Nymphes des bois (escrita para la muerte de Johannes Ockeghem);
43. Nymphes, nappés / Circumdederunt me;
44. Parfons regretz;
45. Petite camusette;
46. Plaine de dueil;
47. Plus n'estes ma maistresse;
48. Plus nulz regretz;
49. Plusieurs regretz;
50. Pour souhaitter;
51. Quant je vous voye;
52. Que vous madame / In pace in idipsum;
53. Qui belles amours a
54. Recordans de my signora;
55. Regretz sans fin;
56. Scaramella va alla guerra;
57. Se congié prens;
58. Si j'ay perdu mon amy (3vv);
59. Si j'ay perdu mon amy (4vv);
60. Tant vous aimme Bergeronette;
61. Tenz moy en voz bras;
62. Una mousse de Biscaye;
63. Vive le roy (written for Louis XII);
64. Vous l'arez, s'il vous plaist;
65. Vous ne l'arez pas;
66. textless (4vv).

### Frottola
1. "El Grillo"

## Discografía
- 1993 - Renaissance - polyfonie in Brugge. The Songbook of Zeghere van Male. Capilla Flamenca. Eufoda 1155. (Contiene O intemerata y Mille regretz de Josquin des Prez).
- 1996 - Pierre de la Rue: Missa Alleluia. Music at the Burgundy Court. Capilla Flamenca. Eufoda 1232. (Contiene Gaude Virgo y Huc me sidereo de Josquin des Prez).
- 1996 - Oh Flanders Free. Music of the Flemish Renaissance: Ockeghem, Josquin, Susato, De la Rue. Capilla Flamenca. Alamire LUB 03, Naxos 8.554516. (Contiene El grillo, Guillaume se va chaufer y Kyrie de la Misa la sol fa re mi de Josquin des Prez).
- 1998 - Margarete - Maximilian I. Musik um 1500. Capilla Flamenca, La Caccia, Schola Cantorum Cantate Domino Aalst, Schola Gregoriana Lovaniensis. ORF Shop CD 265 (2 CD). (Contiene Adieu mes amours de Josquin des Prez).
- 2000 - Magic. Flanders Recorder Quartet. (Contiene Mille Regretz y Scaramella de Josquin des Prez).
- 2002 - Pierre de la Rue: Missa de septem doloribus. Capilla Flamenca y Psallentes. MEW 0207. (Contiene Stabat mater de Josquin des Prez).
- 2005 - Dulcis Melancholia. Biographie musicale de Marguerite d’Autriche. Capilla Flamenca. MEW 0525. (Contiene Belle pour l'amour de vous, Plus nulz regretz y Que vous madame / In pace de Josquin des Prez).
- 2007 - Désir D'aymer. Love Lyrics Around 1500: From Flanders To Italy. Capilla Flamenca. Eufoda 1369. (Contiene Baisés moy (a 4 y 6 voces) y O venus bant de Josquin des Prez).
- 2007 - Salve Mater Salve Jesu. Chant and Polyphony From Bohemia Around 1500. Capilla Flamenca y Schola Gregoriana Pragensis, con Barbara Maria Willi. KTC 1346. (Contiene Qui velatus facie fuisti de Josquin des Prez).